# Krai de Gorki
El krai de Gorki (en ruso: Горьковский край; llamado hasta 1932 krai de Nizhni Nóvgorod, en ruso: Нижегородский край) fue una unidad administrativa y territorial de la República Socialista Federativa Soviética de Rusia, que existió entre 1929 y 1936. Su centro administrativo era la ciudad de Gorki (actual Nizhni Nóvgorod).

## Historia
Se formó como el krai de Nizhni Nóvgorod el 15 de julio de 1929 como resultado de la unificación del óblast de Nizhni Nóvgorod, el óblast autónomo Mari, el óblast autónomo Udmurto y el óblast autónomo Chuvasio.
Inicialmente, el territorio de la región se dividió (además de las autonomías nacionales) en 7 ókrugs, que, a su vez, se dividieron en raiones. El 23 de julio de 1930, todos los ókrugs fueron abolidos, y sus raiones fueron subordinados directamente a las autoridades regionales.
El 1 de enero de 1931, la población de la región consistía de 7 753 900 habitantes, de ellos 1 066 100 población urbana (15,9%), densidad de población - 29,1 personas/kilómetro cuadrado, y su área total de 266 920 kilómetros cuadrados.
El 1 de febrero de 1932, el Comité Ejecutivo Central Panruso decidió excluir el distrito de Kumionski del krai de Nizhni Nóvgorod. El 7 de octubre de 1932, en relación con el cambio de nombre de Nizhni Nóvgorod a Gorki, el krai de Nizhni Nóvgorod pasó a llamarse Gorki.
El 7 de diciembre de 1934, se separaron las regiones oriental y nororiental del krai de Gorki y los distritos occidentales del óblast de Sverdlovsk y del óblast autónomo Udmurto para crear el krai de Kírov.
El 5 de diciembre de 1936, el krai de Gorki se dividió en el óblast de Gorki, la RASS de Chuvasia y la RASS de Mari.